# Bożena Szerwentke
Bożena Emilia Szerwentke OSU (ur. 1902, zm. 9 lipca 1982) – polska zakonnica, urszulanka, pedagog i działaczka konspiracyjna.

## Życiorys
Należała do zakonu Urszulanek Unii Rzymskiej, ukończyła także studia biologiczne. Uczyła religii, propedeutyki filozofii i biologii w zakonnych szkołach w Poznaniu i Lublinie. W czasie II wojny światowej działała jako nauczycielka tajnego nauczania i łącznik z duszpasterstwem Armii Krajowej. Od 1941 za zgodą władz prowadziła w Lublinie Szkołę Gospodarstwa, a od 1942 – Szkołę Hotelarstwa.
Była dyrektorką Liceum, a później Zespołu Szkół w Lublinie (1944–1955), zlokalizowanego w budynku Klasztoru Sióstr Urszulanek UR przy ul. Narutowicza 8. Organizowała pogadanki dla uczniów i rodziców. Po zamknięciu przez PRL-owskie władze szkół kierowała domem zakonu w Poznaniu. Pod koniec życia pracowała w Wydziale Duszpasterstwa Rodzin kurii Metropolitalnej w Krakowie, gdzie także prowadziła pogadanki. 
Jest patronką ulicy w Lublinie (w pobliżu liceum, którego była dyrektorką). Ku jej pamięci zamontowano w 1983 tablicę pamiątkową w kościele pobrygidkowskim w Lublinie. Jej notatki opublikowano w książce pt. Pragnę Ci pomóc… (1985).